# Your Decision
"Your Decision" é uma canção do Alice in Chains, retirada de seu quarto álbum de estúdio Black Gives Way to Blue (2009). Foi lançada como o terceiro single do álbum em 16 de novembro de 2009 no Reino Unido e em 1 de dezembro nos Estados Unidos. Quarta faixa do álbum, "Your Decision" apresenta um ritmo acústico e uma quebra do peso e agressividade das canções anteriores.
A canção foi utilizada em um episódio de CSI e em 12 de janeiro de 2010, será lançada como conteúdo para download da série de jogos eletrônicos Rock Band.

## Vídeo
O vídeo clipe foi dirigido por Stephen Schuster e foi disponibilizado no iTunes em 1 de dezembro de 2009.

## Posições nas paradas
| Parada                        | Posição |
| ----------------------------- | ------- |
| Polônia Music Charts          | 1       |
| US Rock Songs                 | 2       |
| US Alternative Songs          | 1       |
| US Hot Mainstream Rock Tracks | 1       |